# My Little Pony: Equestria Girls – Az örök szabadság legendája
A My Little Pony: Equestria Girls – Az örök szabadság legendája (eredeti cím: My Little Pony: Equestria Girls – Legend of Everfree) 2016-ban bemutatott egész estés amerikai–kanadai 2D-s számítógépes animációs film. Az My Little Pony: Equestria Girls – Barátságpróba című film folytatása, és az Én kicsi pónim: Varázslatos barátság animációs televíziós sorozat filmje. A filmet Jayson Thiessen rendezte, a forgatókönyvet Josh Haber írta. 2016. október 1-jén jelent meg az amerikai Netflixen, illetve 2016. november 5-én mutatta be a Discovery Family csatorna. Magyarországon a Minimax mutatta be 2016. november 26-án.

## Ismertető
Amikor Canterlot tanulmányi kirándulásra utazik az Everfree táborba, csuda misztikus és varázslatos erőket fedez fel! A tábor megmentéséért Twilight-nak szembe kell szállnia gonosz alteregójával, Midnight Sparkle-lel. Sunset Shimmer és legújabb kis barátai segítségével azonban ez nem okozhat gondot.

## Szereplők
| Szereplő               | Eredeti hang        | Magyar hang          |
| ---------------------- | ------------------- | -------------------- |
| Twilight Sparkle       | Tara Strong         | Vadász Bea           |
| Sunset Shimmer         | Rebecca Shoichet    | Simonyi Réka         |
| Rainbow Dash           | Ashleigh Ball       | Grúber Zita          |
| Applejack              | Ashleigh Ball       | Solecki Janka        |
| Pinkie Pie             | Andrea Libman       | Zsigmond Tamara      |
| Fluttershy             | Andrea Libman       | Szabó Zselyke        |
| Rarity                 | Tabitha St. Germain | Molnár Ilona         |
| Spike                  | Cathy Weseluck      | Seszták Szabolcs     |
| Gloriosa Daisy         | Enid-Raye Adams     | Nádasi Veronika      |
| Timber Spruce          | Brian Doe           | Pálmai Szabolcs      |
| Flash Sentry           | Vincent Tong        | Berkes Bence         |
| Celestia igazgatónő    | Nicole Oliver       | Orosz Helga          |
| Luna igazgatóhelyettes | Tabitha St. Germain | Németh Kriszta       |
| Filthy Rich            | Brian Drummond      | Maday Gábor          |
| Bulk Biceps            | Michael Dobson      | Élő Balázs           |
| Trixie Lulamoon        | Kathleen Barr       | Laurinyecz Réka      |
| Snips                  | Lee Tockar          |                      |
| Snails                 | Richard Ian Cox     | Németh Attila István |

## Dalok
| Dal                         | Eredeti előadó                                                                  | Magyar előadó                           |
| --------------------------- | ------------------------------------------------------------------------------- | --------------------------------------- |
| The Legend of Everfree      | Rebecca Shoichet, Shannon Chan-Kent, Kazumi Evans, Ashleigh Ball, Andrea Libman | Csuha Bori, Sági Tímea, Nádasi Veronika |
| The Midnight in Me          | Rebecca Shoichet                                                                | Mahó Andrea                             |
| Embrace the Magic           | Rebecca Shoichet                                                                | Sági Tímea                              |
| We Will Stand for Everfree  | Kelly Metzger                                                                   | Nádasi Veronika                         |
| Legend You Were Meant To Be | Rebecca Shoichet, Shannon Chan-Kent, Kazumi Evans, Ashleigh Ball, Andrea Libman | Csuha Bori, Sági Tímea, Nádasi Veronika |
| Hope Shines Eternal         | Rebecca Shoichet, Shannon Chan-Kent, Kazumi Evans, Ashleigh Ball, Andrea Libman | Csuha Bori, Sági Tímea, Nádasi Veronika |